# Перри, Фред
Фредерик Джон (Фред) Перри (англ. Frederick John "Fred" Perry, 18 мая 1909, Стокпорт, Англия — 2 февраля 1995, Мельбурн, Австралия) — английский теннисист 1930-х годов, первая ракетка мира в 1934—1936 годах и чемпион мира по настольному теннису 1929 года. Победитель 14 турниров Большого шлема, в том числе 8 турниров в одиночном разряде, первый теннисист в истории, кто сумел выиграть все 4 турнира Большого шлема (не в один год).
Четырёхкратный обладатель Кубка Дэвиса со сборной Великобритании. Двукратный победитель профессионального чемпионата США. Член Международного зала теннисной славы с 1975 года;

## Биография
Фредерик Джон Перри родился в 1909 году в Стокпорте в семье ткача Сэмюэла Перри. Его отец впоследствии сделал политическую карьеру в Кооперативной партии (на выборах выступающей единым блоком с лейбористами), что было связано с постоянными переездами. Детство Фреда проходило в Болтоне, в Уолси, а затем в Лондоне. В 1929 году его отец стал членом британского парламента от Лейбористской партии.
Впервые посетив США в 1931 году, Перри был очарован этой страной и завёл себе множество приятелей в голливудских кругах. Эти знакомства сыграли свою роль в решении о переходе в профессионалы в конце 1936 года. После перехода в профессионалы Перри, обосновавшийся в США, зарабатывал на жизнь как участием в теннисных турне, так и тренерской работой. На паях со своим соперником по профессиональным турне Эллсуортом Вайнзом он стал владельцем теннисного клуба Беверли-Хиллз, популярного среди деятелей шоу-бизнеса.
Получив в 1938 году американское гражданство, Перри в годы Второй мировой войны служил в ВВС США инструктором по физической подготовке и реабилитации. После войны он работал тренером в Бока-Ратоне (Флорида) и на Ямайке, а с 1948 года сотрудничал как комментатор с радиослужбой BBC (позже также с газетой Daily Telegraph), не пропустив ни одного дня розыгрышей Уимблдонского турнира вплоть до 1983 года. В 1950 году он основал линию спортивной одежды Fred Perry, со временем ставшую одной из известнейших в мире. В 1961 году он продал свои акции в этой фирме, оставаясь, однако, её лицом.
Перри проводил большую часть года в США, появляясь в Англии, где его членство во Всеанглийском теннисном клубе было аннулировано после перехода в профессионалы, не больше, чем на три месяца. Тем не менее он некоторое время тренировал сборную Великобритании в 1950-е годы. Он также участвовал в усилиях по развитию тенниса в СССР и Израиле.
За свою жизнь Фред Перри был женат четыре раза: в 1935 году на киноактрисе Хелен Винсон, в 1941 году на модели Сандре Бро, в 1945 году на Лоррейн Уолш и наконец в 1952 году на Барбаре Рейс. Барбара, или Бобби, у которой к моменту свадьбы уже был сын Дэвид от первого брака, родила Фреду также дочь Пенни. Фред Перри умер в феврале 1995 года в Мельбурне, куда приехал на Открытый чемпионат Австралии по теннису.

## Спортивная карьера

### Любительская карьера
В начале спортивной карьеры Фред Перри занимался настольным теннисом, в 19 лет став вице-чемпионом мира в парном разряде, а год спустя завоевав золотую медаль в одиночном. В дальнейшем, однако, в центре его интересов оказался большой теннис, с которым он впервые познакомился как зритель в возрасте 14 лет. Этот переход он совершил по настоянию отца, который неодобрительно относился к его занятиям настольным теннисом.
С 1929 года Перри выступал за миддлсекский клуб Chiswick Park. В этом же году он дошёл до третьего круга на Уимблдоне, а на следующий год был приглашён в состав британской команды из четырёх игроков, направлявшейся с турне в США. С 1931 года Перри выступал за сборную Великобритании в Кубке Дэвиса. В первый год в сборной он принёс ей 15 очков в 18 играх с соперниками из Монако, Бельгии, ЮАР, Японии, Чехословакии, США и наконец, Франции в раунде вызова, определяющем обладателей главного трофея. Три встречи он проиграл в матчах с американцами в межзональном турнире и с французами в финале, но в обоих матчах принёс команде по очку. В 1932 году он дважды выиграл турниры «Большой четвёрки» (название «Большой шлем» появится только через год) в смешанном парном разряде, а со сборной дошёл до полуфинала Европейской зоны Кубка Дэвиса, где, уже взяв две игры у соперников из Германии, неожиданно уступил в пятом, решающем, поединке против Даниэля Пренна.
В 1933 году именно Перри помешал завоеванию первого в истории Большого шлема, остановив в пятисетовом финале чемпионата США австралийца Джека Кроуфорда, до этого выигравшего чемпионат Австралии, чемпионат Франции и Уимблдонский турнир. Он также прервал со сборной Великобритании серию из шести подряд побед в Кубке Дэвиса французской сборной, завоевав кубок для своей страны впервые с 1913 года.
На следующий год Перри уже сам победил в трёх из четырёх турниров Большого шлема в одиночном разряде, в том числе и на Уимблдоне. Завоевать Большой шлем ему помешало поражение в четвертьфинале чемпионата Франции от Джорджо де Стефани. С победой Перри на Уимблдоне связан скандальный эпизод, известный по его воспоминаниям. Лёжа в ванне после победы в финале над Кроуфордом, он услышал, как открылась дверь и член организационного комитета турнира сказал австралийцу: «Поздравляю. Жаль, что сегодня победил не сильнейший» и преподнёс тому бутылку шампанского. Выскочив из ванной, Кроуфорд уже не застал функционера в номере, а вручаемый в виде награды клубный галстук, который тот должен был ему преподнести лично, был повязан на спинку стула. Перри и его родные в дальнейшем связывали такое отношение с тем, что для организаторов турнира он был чужаком — выходцем с севера, не аристократом, да ещё сыном члена парламента от лейбористов.
С 1933 по 1936 год Перри выиграл в общей сложности восемь турниров Большого шлема в одиночном разряде и ещё четыре в мужском и смешанном парном разряде, став первым, кто победил во всех четырёх турнирах этой серии (хотя и не подряд), и на протяжении трёх лет оставаясь бесспорным лидером мирового мужского тенниса. На его счету в эти годы были «гостевые» победы над Кроуфордом в Австралии в 1934 году и над новой звездой американского тенниса Доном Баджем в США в 1936 году. Уимблдон он выиграл три раза подряд (в том числе в последний раз разгромив в финале немца Готфрида фон Крамма, которому отдал всего два гейма за весь матч после того, как тот в самом начале игры получил небольшую травму), а Кубок Дэвиса — четыре, за четыре финала не отдав соперникам ни одной игры. Перри до сих пор, через три четверти века, остаётся рекордсменом сборной Великобритании по количеству побед в играх (45 при всего семи поражениях).

### Профессиональная карьера
Как теннисист-любитель, Фред, хотя и числился сотрудником фирмы спортивного инвентаря Spalding, фактически оставался на иждивении своего отца. Обещания Ассоциации лаун-тенниса обеспечить его работой в жизнь так и не воплотились, и в конце 1936 года, после третьей победы в чемпионате США, Перри принял предложение присоединиться к профессиональному теннисному турне, в котором соперничал со знаменитым американцем Элсуортом Вайнзом. Вайнз, бывший на два года моложе и немного выше Перри, перешёл в профессионалы раньше и считался лучшим в этой категории теннисистов. Первое турне оборвалось, едва начавшись, из-за болезни Вайнза, когда Перри выиграл три первых матча. После возобновления серии лидерство в ней переходило от одного игрока к другому, и оказалось, что комментаторы, предрекавшие мастеру подачи Вайнзу лёгкую победу, ошибались. Тем не менее по итогам турне, завершившегося в мае 1937 года, Вайнз победил 32-29. Турне оказалось рекордным по сборам за всю историю профессионального тенниса к тому моменту, и чистый заработок Перри составил 91 тысячу долларов (Вайнз получил 34 тысячи и ещё 57 тысяч разделили между собой организаторы). По окончании американского турне соперники провели короткую серию матчей в Англии и Ирландии, которую Перри выиграл с общим счётом 6-3, сравнявшись с Вайнзом по общему количеству побед в их встречах в ранге профессионалов.
Следующее совместное турне состоялось в 1938 году, и на его завершающих этапаз Вайнз ушёл в уверенный отрыв, победив, по одним данным, с общим счётом 49-35, а по другим 48-35. Осенью 1938 года он принял участие в своём первом профессиональном турнире — чемпионате США среди профессионалов — и в отсутствие Вайнза легко победил и в одиночном разряде, и в парном (где его партнёром был Винсент Ричардс). Осенью короткое совместное турне с Вайнзом по странам Карибского бассейна завершилось вничью.

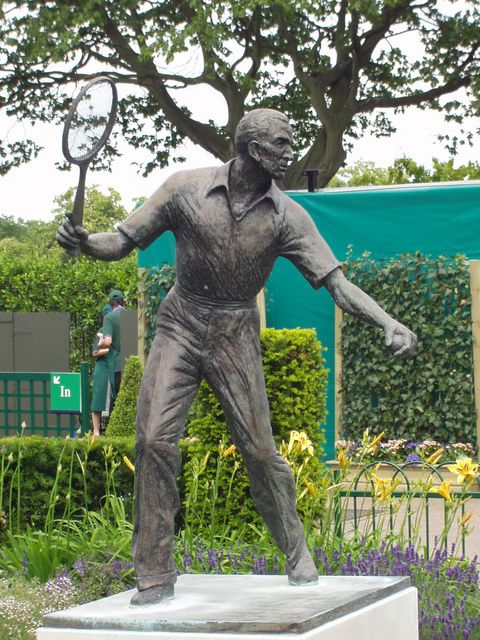
Памятник Фреду Перри в Уимблдоне

Другими соперниками Перри по турне были сначала Билл Тилден, а позже Дон Бадж. Бадж, перешедший в профессионалы после завоевания Большого шлема в 1938 году, легко выиграл их совместное турне на следующий год с общим счётом 28-8. Позже на профессиональном чемпионате США в отсутствие Баджа Перри и Вайнз встретились в финале, который выиграл американец со счётом 8-6, 6-8, 6-1, 20-18 и который стал самым ярким в истории их встреч.
После начала войны в Европе Перри, оставшийся в США, продолжал выступления в профессиональных турнирах. Он проиграл Баджу в финале профессионального чемпионата США 1940 года, затем в 1941 году, пока Бадж совершал очередное турне, стал победителем нескольких профессиональных турниров, включая чемпионат США, где его соперником в финале был менее опытный Ричард Скин, и выиграл своё собственное турне с Тилденом. Травма руки помешала ему полноценно провести следующий сезон, а в 1943 и 1944 годах он находился на военной службе в ВВС США и не участвовал в турнирах. В 1945 году он принял участие в «чемпионате мира среди профессионалов на твёрдых кортах», где в полуфинале проиграл Бобби Риггсу, а в матче за третье место — ветерану Тилдену, но победил с Баджем в парном разряде. В 1947 году 38-летний Перри принял участие в показательном турне с Дэном Маскеллом по Англии, целью которого было возрождение интереса к теннису среди британской публики.
В 1975 году имя Фреда Перри было включено в списки Международного зала теннисной славы. В 1984 году, в 50-ю годовщину его первой уимблдонской победы, Всеанглийский теннисный клуб воздвиг в его честь статую.

## Стиль игры
Начав играть в большой теннис только в 18 лет, Фред Перри быстро отработал неожиданный для соперников резаный удар закрытой ракеткой. Напротив, игра открытой ракеткой, которую он держал континентальным хватом, ему некоторое время не давалась: у него не получалось отбивать мяч сразу после отскока, когда удар выходит наиболее сильным (этот удар ввёл в обиход Анри Коше). После того, как он освоил это искусство, он стал быстро и часто выходить к сетке, что стало частью его игрового стиля. Его удары не отличались исключительной силой, но он атаковал непрерывно и без устали, всё время держа соперника в напряжении, а стремительное передвижение по корту помогало ему доставать сложные мячи.
Поведение Перри на корте в эпоху, когда ценилось спортивное джентльменство, не было образцовым. Спортивную форму он поддерживал, тренируясь с футболистами лондонского «Арсенала». На корте он поддразнивал и провоцировал соперников, всячески демонстрируя своё превосходство и пренебрежительно отзываясь об их удачных ударах. Это поведение делало его любимцем галёрки.

## Участие в финалах турниров Большого шлема за карьеру (17)

### Одиночный разряд (10)

#### Победы (8)
| Год  | Турнир                  | Соперник в финале | Счёт в финале             |
| ---- | ----------------------- | ----------------- | ------------------------- |
| 1933 | Чемпионат США           | Джек Кроуфорд     | 6-3, 11-13, 4-6, 6-0, 6-1 |
| 1934 | Чемпионат Австралии     | Джек Кроуфорд     | 6-3, 7-5, 6-1             |
| 1934 | Уимблдонский турнир     | Джек Кроуфорд     | 6-3, 6-0, 7-5             |
| 1934 | Чемпионат США (2)       | Уилмер Эллисон    | 6-4, 6-3, 3-6, 1-6, 8-6   |
| 1935 | Чемпионат Франции       | Готфрид фон Крамм | 6-3, 3-6, 6-1, 6-3        |
| 1935 | Уимблдонский турнир (2) | Готфрид фон Крамм | 6-2, 6-4, 6-4             |
| 1936 | Уимблдонский турнир (3) | Готфрид фон Крамм | 6-1, 6-1, 6-0             |
| 1936 | Чемпионат США (3)       | Дон Бадж          | 2-6, 6-2, 8-6, 1-6, 10-8  |

#### Поражения (2)
| Год  | Турнир              | Соперник в финале | Счёт в финале           |
| ---- | ------------------- | ----------------- | ----------------------- |
| 1935 | Чемпионат Австралии | Джек Кроуфорд     | 6-2, 4-6, 4-6, 4-6      |
| 1936 | Чемпионат Франции   | Готфрид фон Крамм | 0-6, 6-2, 2-6, 6-2, 0-6 |

### Мужской парный разряд (3)

#### Победы (2)
| Год  | Турнир              | Партнёр     | Соперники в финале            | Счёт в финале           |
| ---- | ------------------- | ----------- | ----------------------------- | ----------------------- |
| 1933 | Чемпионат Франции   | Патрик Хьюз | Адриан Квист Вивиан Макграт   | 6-2, 6-4, 2-6, 7-5      |
| 1934 | Чемпионат Австралии | Патрик Хьюз | Адриан Квист Дональд Тёрнбулл | 6-8, 6-3, 6-4, 3-6, 6-3 |

#### Поражение (1)
| Год  | Турнир              | Партнёр     | Соперники в финале           | Счёт в финале |
| ---- | ------------------- | ----------- | ---------------------------- | ------------- |
| 1935 | Чемпионат Австралии | Патрик Хьюз | Джек Кроуфорд Вивиан Макграт | 4-6, 6-8, 2-6 |

### Смешанный парный разряд (4)

#### Победы (4)
| Год  | Турнир                  | Партнёр       | Соперники в финале            | Счёт в финале |
| ---- | ----------------------- | ------------- | ----------------------------- | ------------- |
| 1932 | Чемпионат Франции       | Бетти Натхолл | Хелен Уиллз-Муди Сидней Вуд   | 6-4, 6-2      |
| 1932 | Чемпионат США           | Сара Палфри   | Хелен Джейкобс Эллсуорт Вайнз | 6-3, 7-5      |
| 1935 | Уимблдонский турнир     | Дороти Раунд  | Нелл Холл-Хопман Гарри Хопман | 7-5, 4-6, 6-2 |
| 1936 | Уимблдонский турнир (2) | Дороти Раунд  | Сара Палфри Дон Бадж          | 7-9, 7-5, 6-4 |

## Участие в финалах Кубка Дэвиса за карьеру (5)
| Результат | Год  | Место финала | Команда                                                | Соперник                                           | Счёт |
| --------- | ---- | ------------ | ------------------------------------------------------ | -------------------------------------------------- | ---- |
| Поражение | 1931 | Париж        | Великобритания Ч. Кингсли, Б. Остин, Ф. Перри, П. Хьюз | Франция Ж. Боротра, Ж. Брюньон, А. Коше            | 2-3  |
| Победа    | 1933 | Париж        | Великобритания Г. Ли, Б. Остин, Ф. Перри, П. Хьюз      | Франция Ж. Боротра, Ж. Брюньон, А. Коше, А. Мерлен | 3-2  |
| Победа    | 1934 | Уимблдон     | Великобритания Г. Ли, Б. Остин, Ф. Перри, П. Хьюз      | США С. Вуд, Дж. Лотт, Л. Стёфен, Ф. Шилдс          | 4-1  |
| Победа    | 1935 | Уимблдон     | Великобритания Б. Остин, Ф. Перри, Р. Таки, П. Хьюз    | США Д. Бадж, Дж. ван Рин, У. Эллисон               | 5-0  |
| Победа    | 1936 | Уимблдон     | Великобритания Б. Остин, Ф. Перри, Р. Таки, П. Хьюз    | Австралия А. Квист, Дж. Кроуфорд                   | 3-2  |